# 西加瀬
西加瀬（にしかせ）は、神奈川県川崎市中原区の町名。丁目の設定がない単独町名。住居表示は実施済。

## 地理
中原区の南部に位置し、西に木月4丁目、北に木月住吉町、東に苅宿、南に幸区北加瀬3丁目、南西に幸区矢上と接している。北東から南西方向に東海道新幹線が通り、北西側が住宅地、南東側が工業地になっている。南東側には朝日プリンテック川崎工場と三菱ふそうトラック・バス川崎製作所第2敷地があったが、三菱ふそうトラック・バス川崎製作所第2敷地については2017年1月に大和ハウス工業に売却され、大型物流施設を含む複合施設が建設される予定である。また、かつては荏原製作所川崎工場（1941年 - 1985年）であった。現在も跡地向かいの苅宿にウイングエバラ（荏原製作所の独身寮）がある。

## 歴史

### 沿革
- 1972年（昭和47年）11月1日 - 幸区大字北加瀬の一部を分離し、西加瀬を新設、中原区に編入する[8]。
- 2009年（平成21年）11月2日 - 住居表示の実施に伴い、木月4丁目、苅宿との境界を変更する[5][9]。

## 世帯数と人口
2025年（令和7年）6月30日現在（川崎市発表）の世帯数と人口は以下の通りである。
| 町丁   | 世帯数    | 人口    |
| ------ | --------- | ------- |
| 西加瀬 | 1,200世帯 | 2,334人 |

### 人口の変遷
国勢調査による人口の推移。
| 年                 | 人口  |
| ------------------ | ----- |
| 1995年（平成7年）  | 1,699 |
| 2000年（平成12年） | 1,813 |
| 2005年（平成17年） | 1,748 |
| 2010年（平成22年） | 1,741 |
| 2015年（平成27年） | 1,876 |
| 2020年（令和2年）  | 2,240 |

### 世帯数の変遷
国勢調査による世帯数の推移。
| 年                 | 世帯数 |
| ------------------ | ------ |
| 1995年（平成7年）  | 768    |
| 2000年（平成12年） | 861    |
| 2005年（平成17年） | 855    |
| 2010年（平成22年） | 832    |
| 2015年（平成27年） | 907    |
| 2020年（令和2年）  | 1,147  |

## 学区
市立小・中学校に通う場合、学区は以下の通りとなる（2023年4月時点）。
| 番・番地等 | 小学校             | 中学校             |
| ---------- | ------------------ | ------------------ |
| 全域       | 川崎市立苅宿小学校 | 川崎市立住吉中学校 |

## 事業所
2021年（令和3年）現在の経済センサス調査による事業所数と従業員数は以下の通りである。
| 町丁   | 事業所数 | 従業員数 |
| ------ | -------- | -------- |
| 西加瀬 | 38事業所 | 336人    |

### 事業者数の変遷
経済センサスによる事業所数の推移。
| 年                 | 事業者数 |
| ------------------ | -------- |
| 2016年（平成28年） | 44       |
| 2021年（令和3年）  | 38       |

### 従業員数の変遷
経済センサスによる従業員数の推移。
| 年                 | 従業員数 |
| ------------------ | -------- |
| 2016年（平成28年） | 365      |
| 2021年（令和3年）  | 336      |

## 施設
- 朝日プリンテック 川崎工場

## 交通

### 鉄道
最寄駅は元住吉駅または平間駅となる。

### 路線バス
川崎市バス、臨港バスが運行されている。どちらも「西加瀬」「苅宿」が最寄である。川崎駅西口方面の苅宿バス停が西加瀬、西加瀬バス停が苅宿にある。
臨港バス
川53、川54、川55、川60、川61、原62、元02系統が乗り入れている。
川崎市バス
川66系統が乗り入れている。

### 道路
苅宿との境界を市道苅宿小田中線、南西端を尻手黒川道路が通っている。

## その他

### 日本郵便
- 郵便番号 : 211-0024[3]（集配局 : 中原郵便局[20]）

### 警察
町内の警察の管轄区域は以下の通りである。
| 番・番地等 | 警察署     | 交番・駐在所   |
| ---------- | ---------- | -------------- |
| 全域       | 中原警察署 | 木月三丁目交番 |